# Grönländische Fußballmeisterschaft 1978
Die Grönländische Fußballmeisterschaft 1978 war die 16. Spielzeit der Grönländischen Fußballmeisterschaft.
Meister wurde zum zweiten Mal in Folge N-48 Ilulissat.

## Teilnehmer
Es liegen kaum Informationen zur Saison vor. Es sind lediglich die sechs Spiele der Schlussrunde überliefert. An dieser nahmen teil:
- N-48 Ilulissat
- CIF-70 Qasigiannguit
- NÛK
- K-33 Qaqortoq

## Modus
Der genaue Modus ist wie in den Vorjahren unbekannt, allerdings qualifizierten sich vier Mannschaften für die Schlussrunde in Nuuk. Zwei Mannschaften kamen aus dem nördlichen Kreis, einer aus dem mittleren und einer aus dem südlichen Kreis.

## Ergebnisse
| Pl. | Verein               | Sp. | S | U | N | Tore    | Punkte |
| --- | -------------------- | --- | - | - | - | ------- | ------ |
| 1.  | N-48 Ilulissat       | 3   | 2 | 1 | 0 | 008:300 | 05     |
| 2.  | NÛK                  | 3   | 1 | 1 | 1 | 005:500 | 03     |
| 3.  | K-33 Qaqortoq        | 3   | 0 | 2 | 1 | 003:500 | 02     |
| 4.  | CIF-70 Qasigiannguit | 3   | 1 | 0 | 2 | 004:700 | 02     |

Schlussrunde
| Datum             |                      | Ergebnis |                      | Ort  |
| ----------------- | -------------------- | -------- | -------------------- | ---- |
| 29. August 1978   | NÛK                  | 1:1      | K-33 Qaqortoq        | Nuuk |
| 29. August 1978   | CIF-70 Qasigiannguit | 1:3      | N-48 Ilulissat       | Nuuk |
| 31. August 1978   | NÛK                  | 1:4      | N-48 Ilulissat       | Nuuk |
| 31. August 1978   | K-33 Qaqortoq        | 1:3      | CIF-70 Qasigiannguit | Nuuk |
| 2. September 1978 | K-33 Qaqortoq        | 1:1      | N-48 Ilulissat       | Nuuk |
| 2. September 1978 | NÛK                  | 3:0      | CIF-70 Qasigiannguit | Nuuk |